# Microsa chickeringi
Microsa chickeringi är en spindelart som beskrevs av Norman I. Platnick och Mohammad U. Shadab 1977. Microsa chickeringi ingår i släktet Microsa och familjen plattbuksspindlar.
Artens utbredningsområde är Jungfruöarna. Inga underarter finns listade i Catalogue of Life.